# Marcel Pichon
Pour les articles homonymes, voir Pichon.
Marcel Pichon (1921-1954) était un botaniste français spécialisé dans les Apocynaceae.

## Publications
- 1948 : Classification des apocynacées. 1. Carissées et ambelaniées
- 1948 : Classification des apocynacées : . IX. Rauvolfiées, alstoniées, allamandées et tabernémontanoïdées
- 1949 : Révision des Apocynacées, des Mascareignes et des Séchelles. 108 pp.
- 1950 : Classification des apocynacées. 25. Échitoïdées et supplément aux pluméroïdées
- 1953 : Dans la monographie des landolphiées : Classification des apocynacées, XXXV
- 1965 : Mémoires de l'Institut Français d'Afrique Noire. Classification des apocynacées 35. Éditeur Librairie Larose, 437 pp.